# Museo José María Velasco
El Museo José María Velasco está ubicado en el centro de la ciudad de Toluca de Lerdo en el Estado de México y tiene como objetivo la difusión de la obra de José María Velasco Gómez, uno de los artistas plásticos más importantes del siglo XIX en México.
El museo se encuentra en el Centro Histórico de Toluca de Lerdo. Al sur del museo se encuentran la Plaza de los Mártires y el Palacio de Justicia del Estado de México; al occidente se encuentra el Palacio de Gobierno del Estado de México y al norte del museo se encuentra el Museo Felipe Santiago Gutiérrez.

## Historia
Construido en el siglo XVII en sus inicios funcionó como casa-habitación, fábrica de cera y academia secretarial, sin embargo la fachada que hoy se aprecia corresponde al siglo XIX. Los dueños originales de la casa fueron Antonio Reyes y Juana Gómez. Vicente Reyes, hijo del matrimonio, la vendió a Facundo Flores quien vendió a Luis Fortul y éste a Elena Cárdenas, quien fundó una escuela de secretarias. Fue vendida al Arq. Luis Cárdenas y los hijos de éste la vendieron al gobierno del Estado de México encabezado por Ignacio Pichardo Pagaza, quien el 6 de marzo de 1992 inauguró el Museo José María Velasco.
Es importante destacar lo que sucedió el 28 de octubre de 1810 y fue que en este inmueble pernoctó el cura Miguel Hidalgo y Costilla en su camino hacia la Batalla del Monte de las Cruces, descansó en la que actualmente es la Sala 7 del museo.

## Acervo
El Museo se compone de diez salas de exhibición permanente y tres de exhibición temporal. En las primeras se reúnen obras del quehacer artístico académico de la época. Las salas cuatro, cinco y seis están dedicadas a José María Velasco donde se pueden apreciar algunos de sus trabajos de estudiante de la Academia de San Carlos y obra posterior. Destacan los óleos Los volcanes desde el Valle de Ocotlán, Santa Isabel, Volcanes del Valle de México y Los súbditos anuncian a Moctezuma la llegada de Cortés.
La sala siete está dedicada al paisaje mexicano de la época y se exhiben trabajos de Luis Coto, Luis Martínez entre otros.
Los paisajista contemporáneos están en las salas ocho, nueve y diez.